# Certificado de travesti

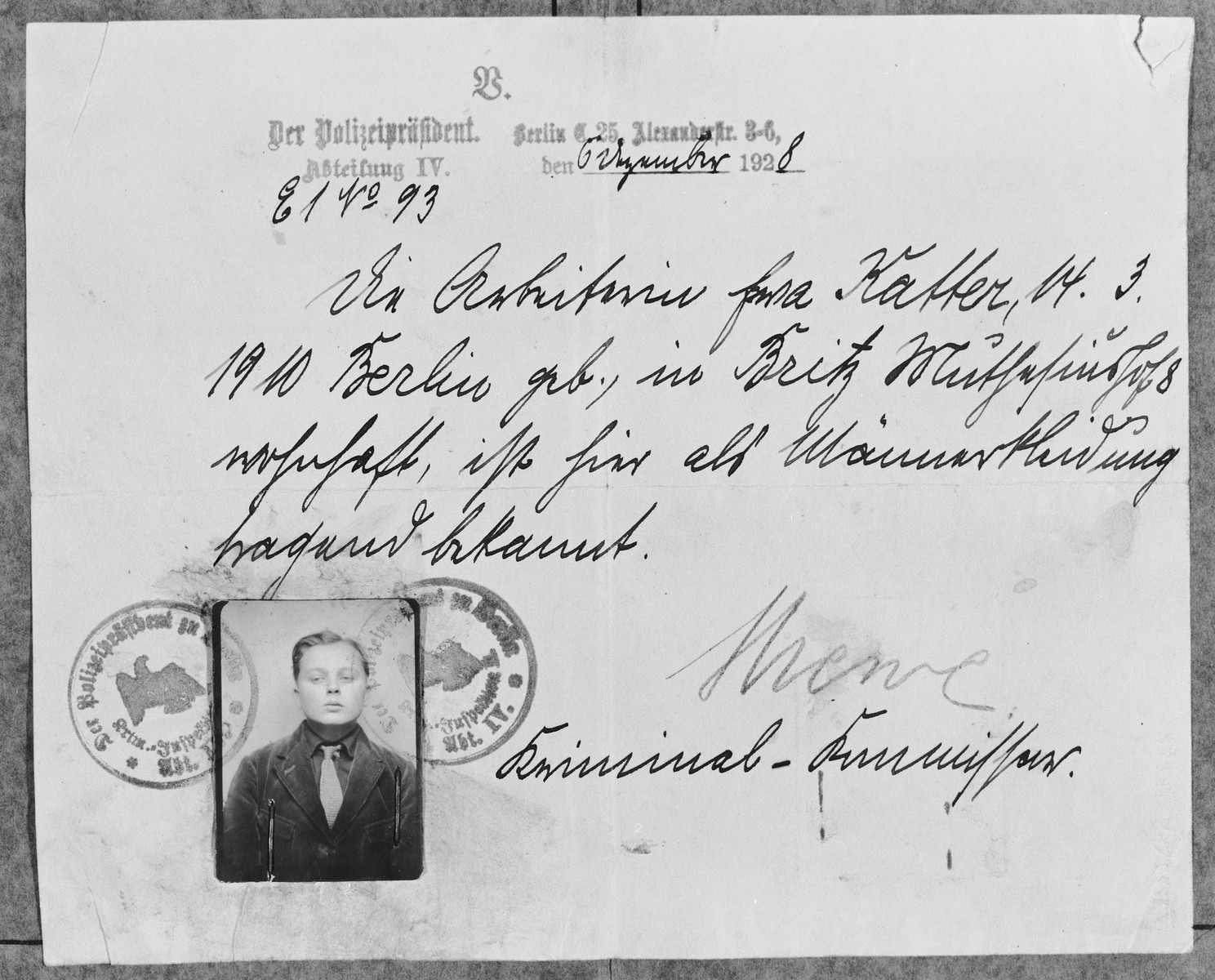
Certificado de travesti de Gerd Katter, expedido por la policía de Berlín en 1928 y sellado por el Comisario Criminal.

Un certificado de travesti era una nota de un médico administrada por los gobiernos del Imperio Alemán y la República de Weimar bajo el apoyo del sexólogo Magnus Hirschfeld. Estas identificaban una persona como travesti. Durante este tiempo, travesti se refería a cualquier individuo cuya identidad de género no era considerada compatible con su asignación de sexo. Este grupo incluía a personas travesti así como a personas transgénero.

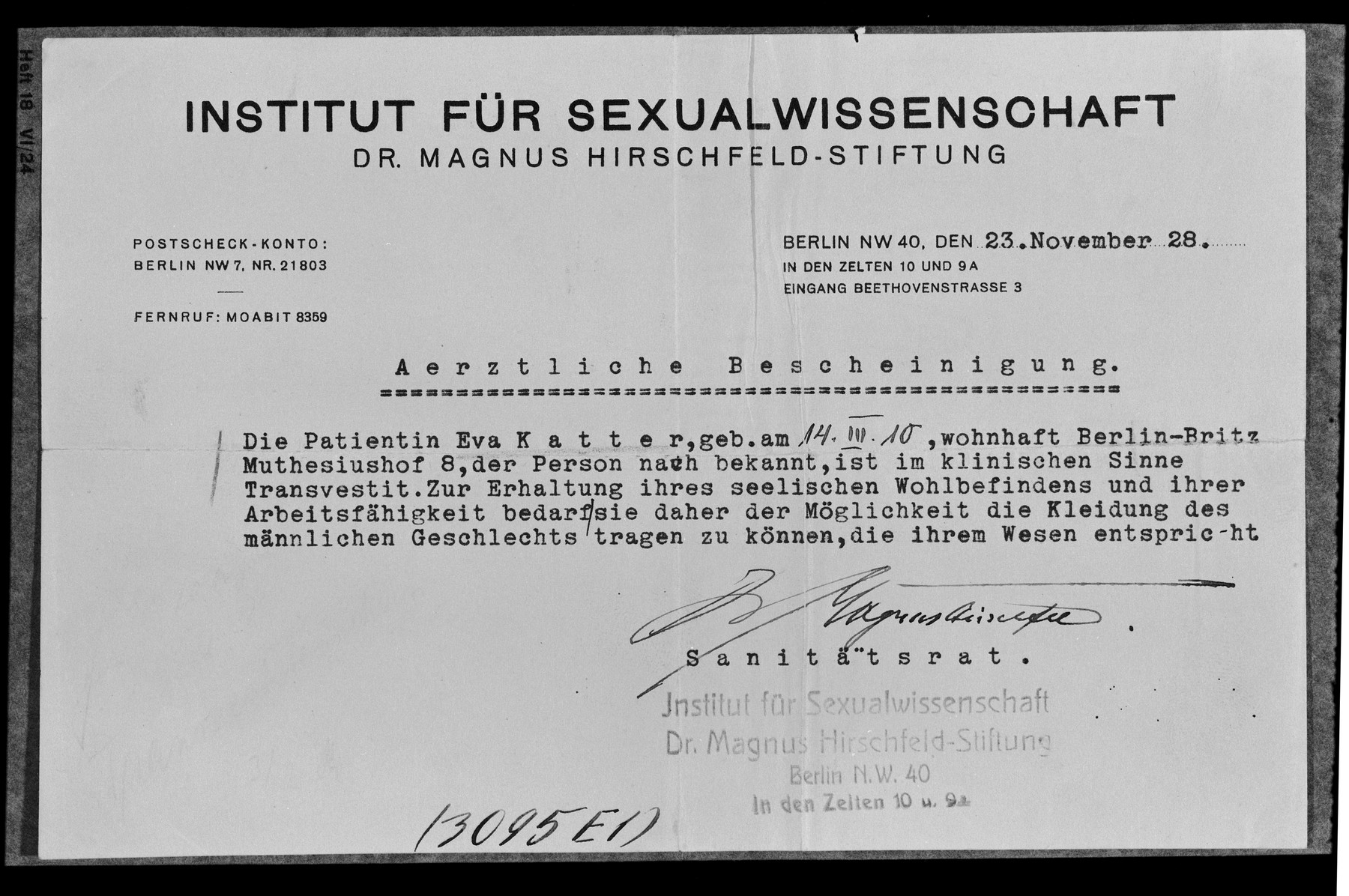
El certificado sin fotografía fue emitido por el Institut für Sexualwissenschaft de Magnus Hirschfeld;

Entre 1908 y 1933, se otorgaron posiblemente docenas de estos certificados por la policía alemana. El certificado era otorgado principalmente a travestis que eran de clase media y heterosexuales para evitar que fueran asociados con la cultura gay y lesbiana en la Alemania Weimar. El certificado autorizaba, a la persona portadora, a usar prendas que correspondieran con su identidad de género.
Estos certificados fueron anulados e invalidados cuando Adolf Hitler llegó a la cancillería en 1933. El acoso hacia las personas transgénero e individuos que no se identificaban con su género asignado se incrementó en la era de la Alemania nazi.

## Historia
A comienzos del siglo XX en Alemania, el travestismo no era ilegal por sí mismo.Sin embargo, quienes desafiaban las normas de género a través de su forma de vestir se exponían a consecuencias legales, como ser arrestadas o enfrentarse a cargos por causar escándalo público o alterar el orden.Magnus Hirschfeld tuvo un rol clave en ayudar a estas personas a enfrentar dichas dificultades, asistiendo en la obtención de documentos policiales que respaldaban su expresión de género como una manifestación legítima de su identidad sexual.Él presentaba informes a la policía para justificar la emisión de pases de travestismo a sus pacientes.Gracias a sus gestiones, estos pases evolucionaron hasta convertirse en permisos más formales, respaldados por el Estado, especialmente durante la época de la República de Weimar.

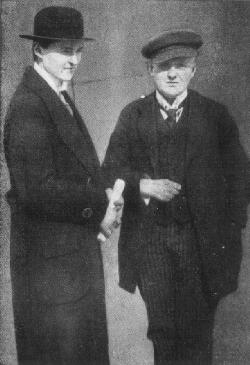
Herbert W. (izquierda) era un amigo transgénero de Magnus Hirschfeld, y vivió por dos años en Berlín bajo su nombre preferido. Esta fotografía es de Sexual Intermediates (1922), de Hirschfeld.

Entre 1908 y 1909, se emitió el primer certificado de travesti registrado a una persona transmasculina conocida como Katharina T. Aunque se le negó legalmente el cambio de nombre, recibió apoyo para gestionarlo.Desde entonces hasta 1933, la policía alemana, con el respaldo de Magnus Hirschfeld, otorgó posiblemente varias docenas de estos permisos.Las evaluaciones médicas necesarias contaron con la colaboración del médico Iwan Bloch.Estos certificados eran otorgados principalmente a personas heterosexuales de clase media transfemeninas, con el fin de evitar cualquier vínculo con la cultura gay y lesbiana de la Alemania de Weimar. El certificado permitía a la persona vestir en espacios públicos de acuerdo con su identidad de género, ofreciendo cierta protección frente a sanciones legales.
Aunque en la década de 1920 los certificados de travesti comenzaron a otorgarse con mayor frecuencia, el cambio de nombre seguía representando una dificultad. No fue sino hasta 1919 y 1920 que se permitió incluir el nombre completo en estos permisos, aunque aún persistían restricciones que impedían el acceso libre y generalizado a dichos cambios.
A comienzos del siglo XX, el concepto de travestismo era tan nuevo que la historia de alguien que poseía un Transvestitenschein (certificado de travestismo) llegó a tener repercusión internacional. Un ejemplo de ello fue el caso de la condesa Geraldine von Zobeltitz, una noble trans de Berlín, cuya historia fue publicada el 11 de agosto de 1912 en el periódico estadounidense Asheville Citizen-Times.

## Policía

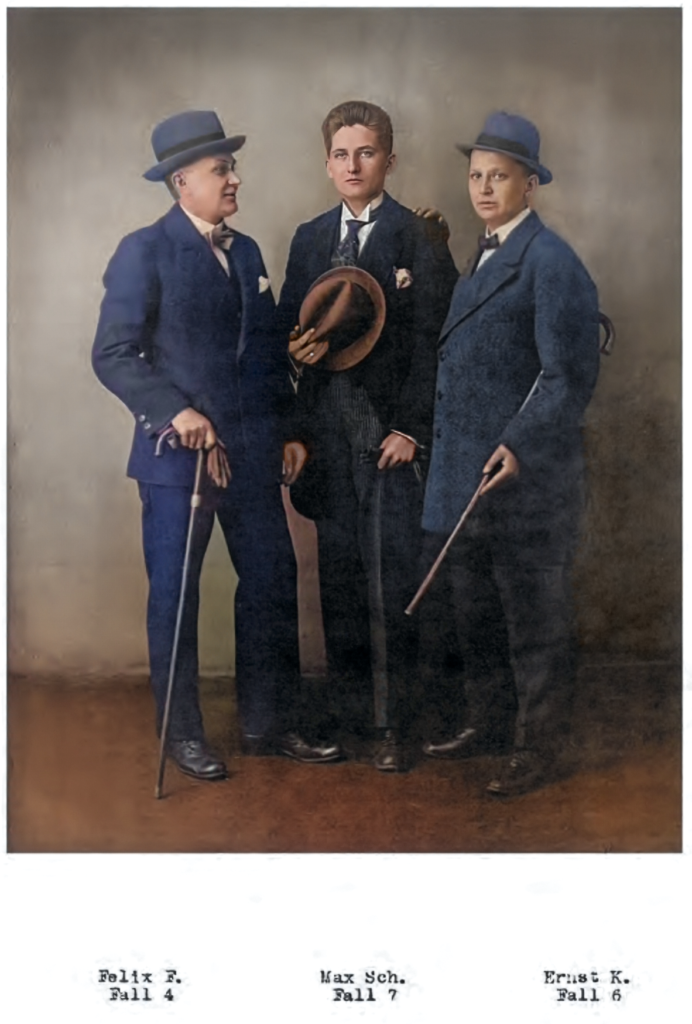
Fotografía de los pacientes 4º, 7º y 6º de Magnus Hirschfeld, 1910.

Con el tiempo, a medida que el certificado de travesti se hizo más común, distintas comisarías comenzaron a crear sus propias versiones del documento. Estas versiones eran manuscritas e incluían una fotografía de la persona vestida según su identidad de género.Para obtener uno de estos pases, era necesario presentar un informe médico emitido por un profesional de la salud, el cual debía ser entregado a la policía para que procediera con su emisión.

En 1922, la jefatura de policía de Berlín emitió directrices que regulaban la política sobre la emisión de certificados de travesti:
Aparte de la prostitución masculina, el travestismo en general carece de relevancia criminal. La opinión pública generalizada de que quienes se disfrazan son generalmente delincuentes disfrazados (carteristas, espías, proxenetas, etc.) ha quedado obsoleta. En cuanto a los travestis masculinos, la experiencia reciente demuestra que incluso la idea, antes aceptada, de que todos los hombres vestidos de mujer son homosexuales ya no es sostenible. [...] De esta comprensión surge el deber de trato amable [schonenden Behandlung] hacia los travestis, siempre que no ejerzan la prostitución masculina.
En los años posteriores a la toma del poder por parte de los nazis, la mayoría de los certificados de travesti fueron revocados, denegados o simplemente ignorados por la policía alemana.
Como los certificados eran emitidos por la policía local, muchas personas enfrentaban dificultades al trasladarse entre distintas jurisdicciones, donde sus pases podían no ser reconocidos.Además, el entorno influía en la reacción policial: por ejemplo, estar en la calle o asistir a un baile podía desencadenar intervenciones dependiendo del contexto. Lugares como cafés o espacios públicos no ofrecían garantías de libre tránsito y aplicaban normas distintas sobre expresión y conducta de género. En muchos casos, la policía malinterpretaba el travestismo y las identidades de género, afectando especialmente a personas de clase baja, que eran blanco de mayor represión en comparación con quienes pertenecían a clases medias o altas.
La apariencia tuvo un rol clave en la forma en que actuaba la policía. Incluso hombres y mujeres cisgénero podían ser detenidos si su forma de vestir o presentarse no se alineaba claramente con los estándares masculinos o femeninos, o generaba confusión sobre su género.

## Vidas personales de personas con el certificado de travesti

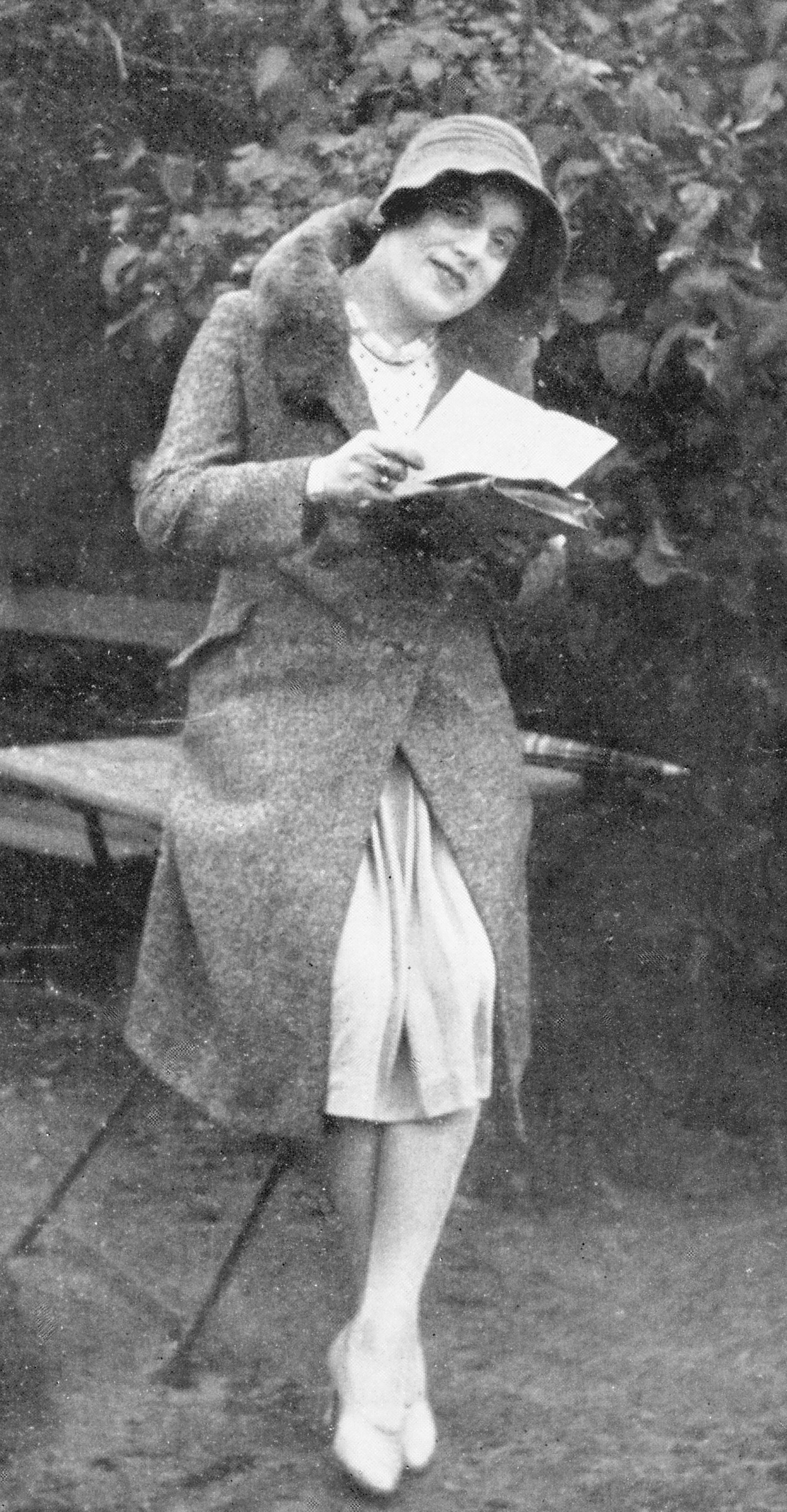
Lili Elbe, 1930

Se desconoce cuántas personas llegaron a usar el certificado de travesti promovido por Magnus Hirschfeld.De los casos registrados, la mayoría correspondía a mujeres trans blancas de clase media.Los medios de la época retrataban únicamente una experiencia trans asociada a la burguesía, ignorando la diversidad de comunidades trans que existían en la Alemania de Weimar.Esto influyó en la forma de vida de muchas personas, ya que a las pacientes trans se les indicaba seguir normas propias de la clase media, como evitar vestimenta llamativa o demasiado femenina, y no relacionarse con personas que no cumplieran con las normas heterosexuales, todo esto con el fin de poder obtener el certificado.Se esperaba que siguieran estas reglas, ya que la policía solo debía arrestar a quienes considerara que causaban "daños graves" o ejercían la prostitución.Muchas personas con certificado de travesti se vieron obligadas a alejarse de la comunidad LGBTQ+ alemana, debido tanto a los prejuicios dentro de la propia comunidad trans como a la homofobia predominante en la época.
Aunque la homosexualidad y el travestismo no estaban permitidos, ser transgénero no conllevaba sanciones legales explícitas.Entre quienes obtuvieron certificados de travesti, los casos de personas transmasculinas fueron escasos; la mayoría de los permisos se emitieron a personas transfemeninas. Katharina T, uno de los pocos hombres trans conocidos de esa época, logró aprobar la primera parte del proceso para obtener el pase, pero se le negó el cambio legal de nombre.Era menos frecuente que los hombres trans recibieran estos pases, ya que la sociedad alemana de entreguerras los vinculaba con la comunidad queer.Por su parte, las mujeres trans sí accedían a los pases, aunque también enfrentaban trabas para cambiar legalmente sus nombres. Hay poca documentación sobre la vida privada de quienes obtuvieron estos permisos. No obstante, existen casos reconocidos, como el de Lili Elbe, quien logró recibir un certificado de travesti y modificar legalmente su nombre. Sin embargo, tras la llegada al poder del régimen nazi en 1933, los destinos de muchas de estas personas variaron drásticamente.El certificado de travesti refleja así los cambios legales y sociales en torno a la expresión de género, la identidad trans y sus derechos durante la Alemania de Weimar.